# Dejlige Danmark (film fra 1943)
 For alternative betydninger, se Dejlige Danmark (film fra 1925).
Dejlige Danmark er en dansk dokumentarfilm fra 1943 instrueret af Otto Nørmark.

## Handling
Til idylliske naturbilleder tales der for den danske sangskat. Biografpublikummet opfordres til at bryde ud i fædrelandssang.